# Olympische Sommerspiele 1904/Tennis
| Olympische Sommerspiele 1904 (Medaillenspiegel Tennis) | Olympische Sommerspiele 1904 (Medaillenspiegel Tennis) | Olympische Sommerspiele 1904 (Medaillenspiegel Tennis) | Olympische Sommerspiele 1904 (Medaillenspiegel Tennis) | Olympische Sommerspiele 1904 (Medaillenspiegel Tennis) | Olympische Sommerspiele 1904 (Medaillenspiegel Tennis) |
| Platz                                                  | Mannschaft                                             | Goldmedaillen                                          | Silbermedaillen                                        | Bronzemedaillen                                        | Total                                                  |
| ------------------------------------------------------ | ------------------------------------------------------ | ------------------------------------------------------ | ------------------------------------------------------ | ------------------------------------------------------ | ------------------------------------------------------ |
| 01                                                     | Vereinigte Staaten                                     | 2                                                      | 2                                                      | 4                                                      | 8                                                      |

Bei den III. Olympischen Spielen 1904 in St. Louis wurden zwei Wettbewerbe im Tennis ausgetragen. Diese fanden auf den drei Francis Field Dirt Courts in der Nähe des Stadions Francis Field statt. Das Teilnehmerfeld war fast ausschließlich US-amerikanisch, der deutsche Hugo Hardy war der einzige Ausländer. Anders als bei den vorherigen Spielen, wo Damen erstmals zugelassen wurden, fanden die Spiele 1904 wieder ohne statt. Bei den Ergebnissen der früheren Runden gibt einige wenige Inkonsistenzen bei den Ergebnissen. Die Platzierungen sind jedoch zweifelsfrei belegt.

## Herren

### Einzel
| Platz | Land               | Spieler             |
| ----- | ------------------ | ------------------- |
| 1     | Vereinigte Staaten | Beals Wright        |
| 2     | Vereinigte Staaten | Robert LeRoy        |
| 3     | Vereinigte Staaten | Alphonzo Bell       |
| 3     | Vereinigte Staaten | Edgar Leonard       |
| 5     | Vereinigte Staaten | Charles Cresson     |
| 5     | Vereinigte Staaten | Wilfred Blatherwick |
| 5     | Vereinigte Staaten | John Neely          |
| 5     | Vereinigte Staaten | Semp Russ           |

Datum: 29. August bis 3. September
26 Spieler waren an diesem Turnier beteiligt, aufgrund der ungeraden Zahl gab es in den beiden Vorrunden einzelne Freilose. Aus heutiger Sicht bekanntester Teilnehmer war Dwight Filley Davis, der spätere amerikanische Kriegsminister und Stifter des Davis Cup; er schied in der zweiten Vorrunde gegen Alphonzo Bell aus. Gespielt wurde jeweils auf zwei Gewinnsätze, es fand kein Spiel um den dritten Platz statt.

### Doppel
| Platz | Land               | Spieler                              |
| ----- | ------------------ | ------------------------------------ |
| 1     | Vereinigte Staaten | Edgar Leonard Beals Wright           |
| 2     | Vereinigte Staaten | Alphonzo Bell Robert LeRoy           |
| 3     | Vereinigte Staaten | Clarence Gamble Arthur Wear          |
| 3     | Vereinigte Staaten | Joseph Wear Allen West               |
| 5     | Vereinigte Staaten | Frank Wheaton Edwin Hunter           |
| 5     | Vereinigte Staaten | Charles Cresson Semp Russ            |
| 5     | Vereinigte Staaten | Ralph McKittrick Dwight Filley Davis |
| 5     | Vereinigte Staaten | Hugh Jones Harold Kauffman           |

Datum: 31. August bis 3. September

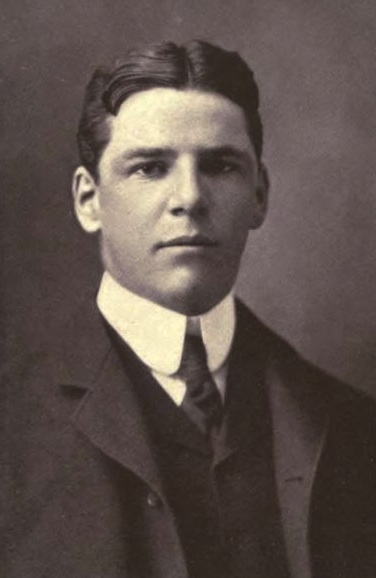
Beals Wright – Gewinner beider Goldmedaillen

Es hatten sich 15 Paare gebildet, wodurch ein Paar in der einzigen Vorrunde ein Freilos hatte. Die vier Ersten des Einzelturniers hatten sich zusammengeschlossen, weshalb diese zwei Paare als Favoriten auf den Turniersieg galten. Einzelsieger Beals Wright setzte sich zusammen mit seinem Partner Edgar Leonard durch. Gespielt wurde jeweils auf zwei Gewinnsätze. Das Finale wurde, je nach Quelle, auf zwei oder drei Gewinnsätze gespielt. Es fand kein Spiel um den dritten Platz statt.